# Constantin Brun (Kaufmann)

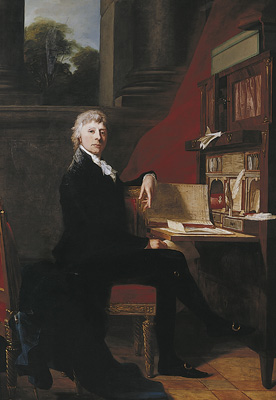
Constantin Brun (Porträt von Jean-Laurent Mosnier, 1808)

Johan Christian Constantin Brun (* 27. November 1746 in Rostock oder Wismar; † 19. Februar 1836 in Kopenhagen) war ein deutsch-dänischer Kaufmann. In Norddeutschland geboren und ausgebildet kam er nach einer Zwischenstation in Russland nach Dänemark, wo er königlicher Administrator für den Handel mit Dänisch-Westindien wurde. Gleichzeitig baute er ein erfolgreiches eigenes Handelshaus auf, das in der Zeit der frühen Koalitionskriege gegen Ende des 18. Jahrhunderts von der Neutralität Dänemarks stark profitierte.
Er war verheiratet mit Friederike Brun, einer Dichterin und bekannten Salonnière des Goldenen Zeitalters Dänemarks.

## Familie und Ausbildung
Constantin Brun war ein Sohn des aus Danzig stammenden Arztes Johann Karl Brun (1711–1775) und seiner Frau Justine Katharina Twer) (auch: Stewer? in Wismar. Er kam als Lehrling nach Lübeck zu dem Kaufmann Franz Heinrich Pauli. Nachdem er Talent für Geschäfte gezeigt hatte, sandte ihn Pauli, zusammen mit seinem Sohn (Franz Hinrich Pauli oder Adrian Wilhelm Pauli?) nach Sankt Petersburg, um dort eine Niederlassung des Handelshauses F. H. Pauli und Sohn aufzubauen.
Am 16. Oktober 1777 erhielt Brun eine Berufung zum dänischen Konsul in St. Petersburg. Die Ernennung brachte ihn nach Kopenhagen, wo er seine zukünftige Frau Friederike bei einem Besuch ihres Vaters Balthasar Münter, dem Pastor der deutschsprachigen St.-Petri-Kirche, traf. Er verliebte sich in sie und kehrte im Winter 1782/83 nach Kopenhagen zurück.

## Aufstieg in Dänemark
Die dänische Regierung wurde auf sein außergewöhnliches kaufmännisches Talent aufmerksam. Vermutlich auf Initiative von Ernst Heinrich von Schimmelmann wurde ihm die Position eines königlichen Administrators für den Handel mit Dänisch-Westindien angeboten. Brun nahm dieses Angebot an, ließ sich in Kopenhagen nieder und machte Friederike Münter einen Heiratsantrag, den sie im Verlauf des gleichen Jahres annahm. Unter Brun ging der dänische Handel mit Westindien von der Westindien-Kompanie an die Dänische Krone über. In den folgenden Dekaden erblühte dieser Handel, nicht zuletzt aufgrund der dänischen Neutralität in den europäischen Kriegen dieser Zeit.
1788/89 sandte ihn die dänische Regierung auf eine diplomatische Mission in das mit Dänemark eng verbündete Russland, um den Russisch-Schwedischen Krieg aufgrund des dänisch-russischen Beistandsvertrages von 1773 finanziell zu unterstützen.
Brun baute daneben sein eigenes Handelshaus weiter aus und erwirtschaftete mit diesem ein beachtliches Vermögen. Im Zeitpunkt seines Todes 1836 war Brun einer der reichsten Männer Dänemarks und hinterließ einen Nachlass von mehr als 2 Millionen Rigsbankdaler.

## Besitzungen
Brun besaß mehrere Güter und Herrenhäuser. 1796, nach dem Tod der dort wohnenden Juliane von Braunschweig-Wolfenbüttel, erwarb er ein Stadtpalais in Kopenhagen, das nach seinem früheren Besitzer Ulrich Friedrich Gyldenlöwe Gyldenløves lille Palæ, Gyldenlöwes kleines Palais, hieß, und ließ es nach Plänen des französischen Architekten Joseph Ramée neu einrichten. Das Palais an der Kreuzung von Dronningens Tværgade und Bredgade kam 1852 an die Familie Moltke und heißt daher heute Moltkes Palæ.

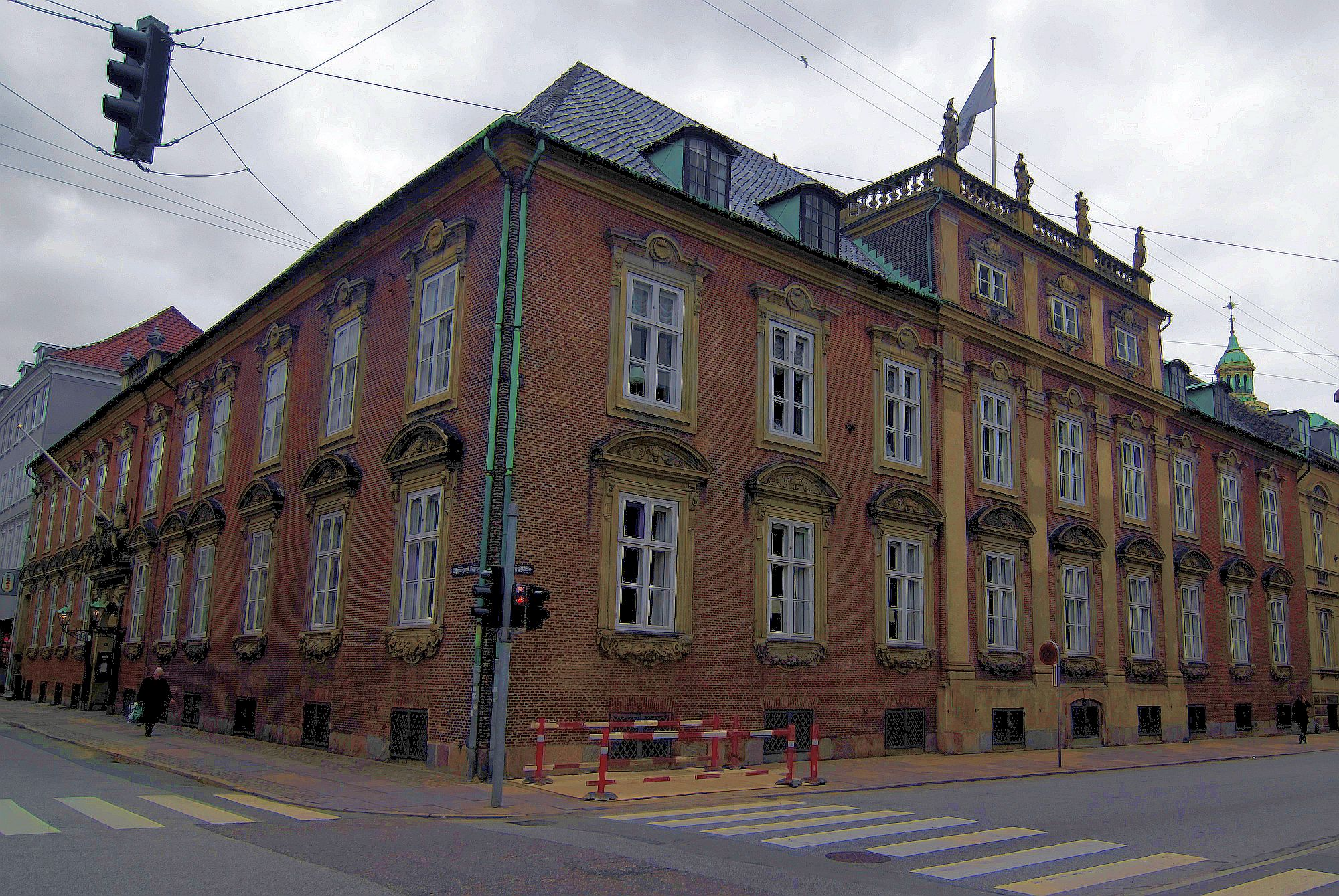
Bruns Stadtpalais (Moltkes Palais)
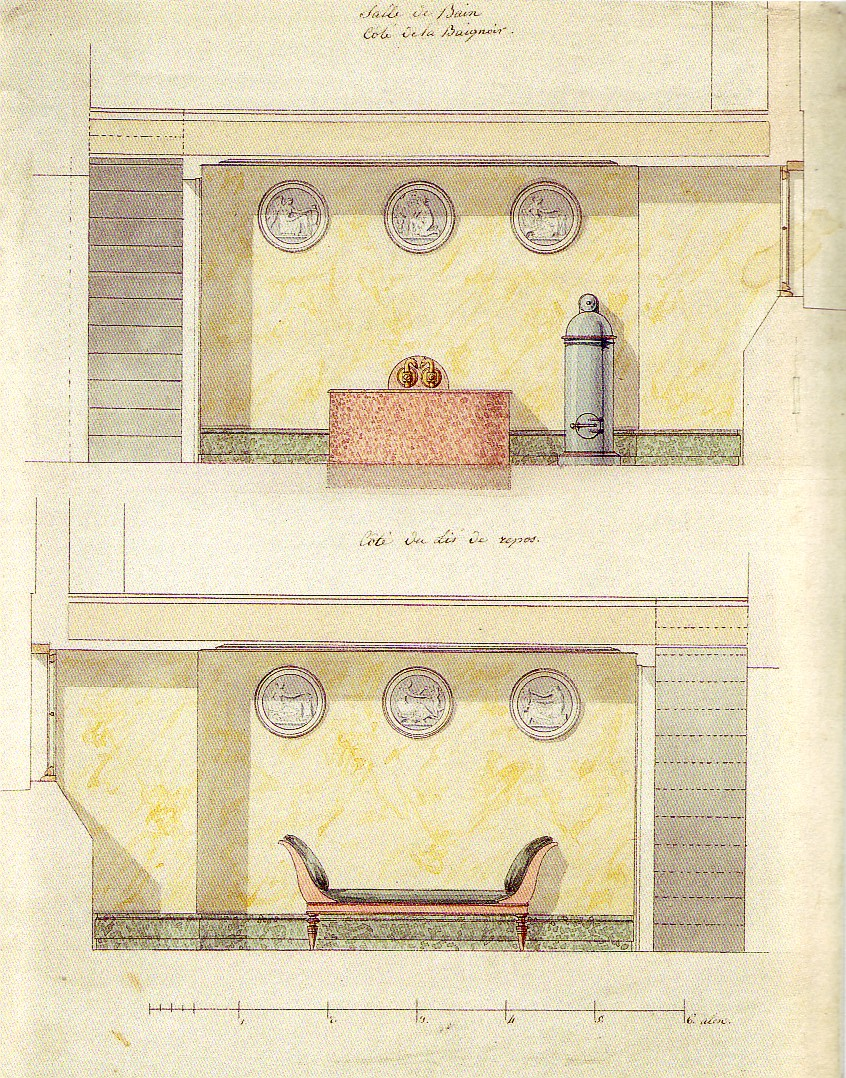
Badezimmer im Stadtpalais, Entwurf von Joseph Ramée

Schon 1790 hatte er das Gut Sophienholm am Bagsværd-See (Lyngby-Taarbæk Kommune) als Sommerhaus gekauft. Von 1800 bis 1805 ließ er es durch Ramée ausbauen und gab ihm die bis heute erhaltene Gestalt.
1799 erwarb er das Gut und ehemalige Kloster Antvorskov und etwas später das Gut Falkenstein, beide in der Nähe von Slagelse, von Magnus von Dernath. Antvorskov teilte er in vier Gutsparzellen auf, die er nach seinen Kindern Charlottedal, Augustadal, Idagård und Carlsgård benannte und 1806 mit erheblichem Gewinn weiterverkaufte. Durch innovative Techniken in der Landwirtschaft baute er seine Güter zu landwirtschaftlichen Mustergütern aus. Auf Antvorskov verschaffte er Friedrich Bernhard von Wickede und seiner Familie Unterkunft und Auskommen als Inspektor. Er holte mehrere Familien aus der Schweiz und errichtete eine Meierei und Käserei, wobei der Käse vor allem für den Export gedacht war, und experimentierte mit Dreschmaschinen.
1810 erwarb er das Gut Krogerup (Fredensborg Kommune) für seinen Sohn. Das Gut blieb bis 1939 im Besitz der Familie.

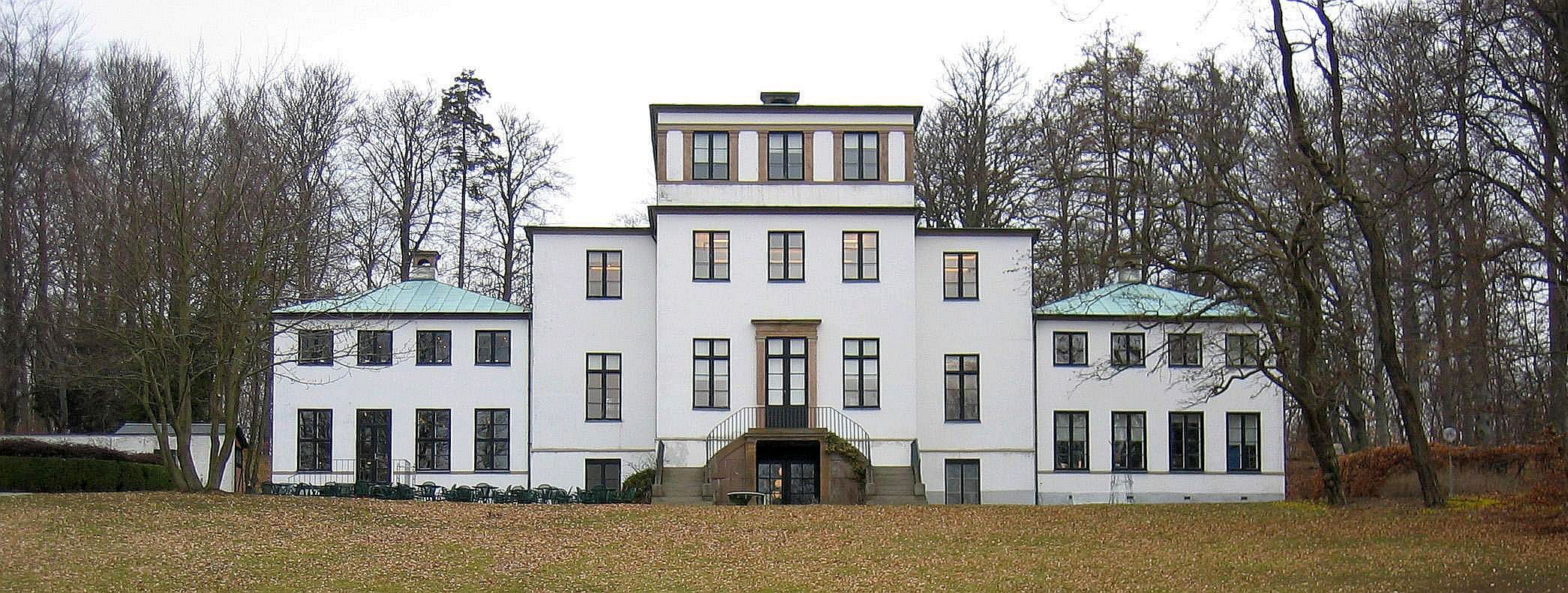
Gut Sophienholm, heute Kunstmuseum
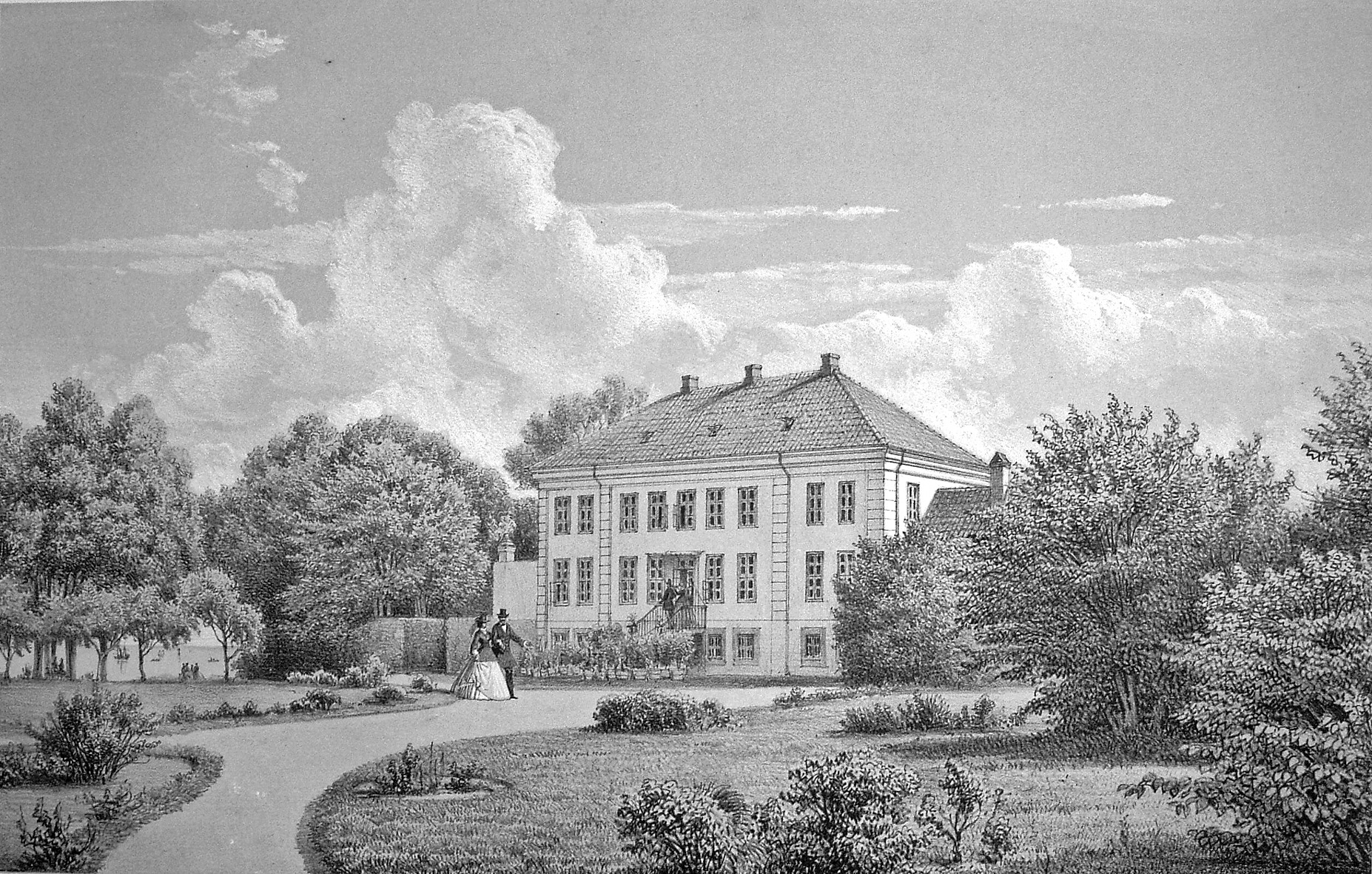
Gut Krogerup um 1860

## Familie

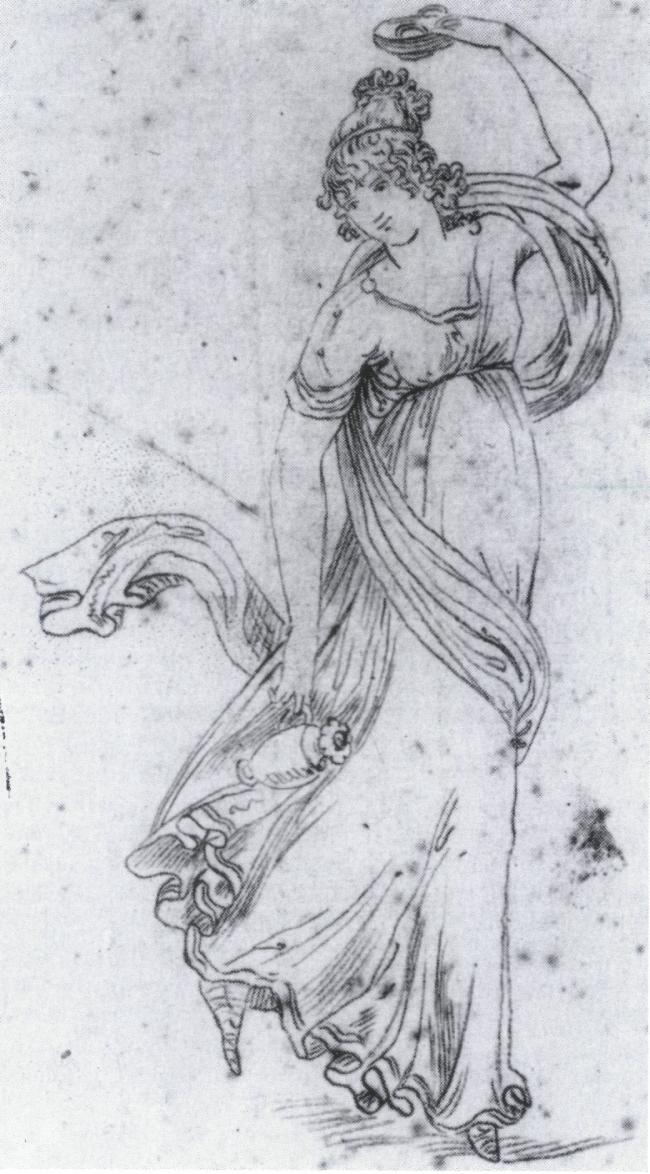
Christoph Heinrich Kniep: Ida Bruhn als Tänzerin (um 1815)

Constantin Bruns Frau Friederike Brun war Schriftstellerin und hatte viele der in ihrer Zeit bekannten dänischen Künstler und Schriftsteller zu Gast. Ihr Salon auf Sophienholm war sehr beliebt. In ihren Salons trat ihre jüngste Tochter Ida als Sängerin und Tänzerin auf. Sie unterhielt Bekanntschaften und Korrespondenzen mit vielen führenden kulturellen Prominenten in Europa, so etwa mit dem Schweizer Schriftsteller Karl Viktor von Bonstetten und insbesondere Madame de Staël.
Constantin Brun zeigte kein Interesse an diesen Aktivitäten seiner Ehefrau und tat sie als dichterische Verrücktheiten ab. Er fand ihre Salons extravagant, aber Friederike setzte ihre Vorstellungen gegen ihn durch. Angetan war er lediglich von der Vorstellung, das sein erarbeitetes Vermögen ihre europaweiten Aktivitäten ermöglichte.
Er wurde in einer Kapelle der St.-Petri-Kirche in Kopenhagen bestattet, in der vor ihm auch schon Mitglieder der Familie Schimmelmann bestattet wurden. Eine Erinnerungstafel erinnert dort an ihn.

### Kinder
- Carl Friedrich Balthasar Brun (20. April 1784 – 14. November 1869), Gutsherr, Kammerherr und Hofjägermeister. Von ihm stammt die weitere deutsch-dänische Familie Brun bis zu dem dänischen Grönland-Politiker Eske Brun (1904–1987) ab.
- Charlotte Brun  (1788–1872) ⚭ (4. August 1809) August Wilhelm Pauli, Kaufmann und von 1814 bis 1848 hanseatischer Ministerresident in Kopenhagen[10]
- Augusta Brun (1790–1845) ⚭ (11. Oktober 1811) Gustav von Rennenkampff (1784–1869), deutsch-baltischer Gutsbesitzer[11][12]
- Adelaide Caroline Johanne Brun, genannt Ida (20. September 1792 – 23. November 1857) ⚭ Ludwig Philipp von Bombelles, Diplomat

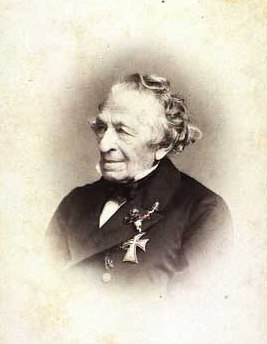
Carl Friedrich Balthasar Brun
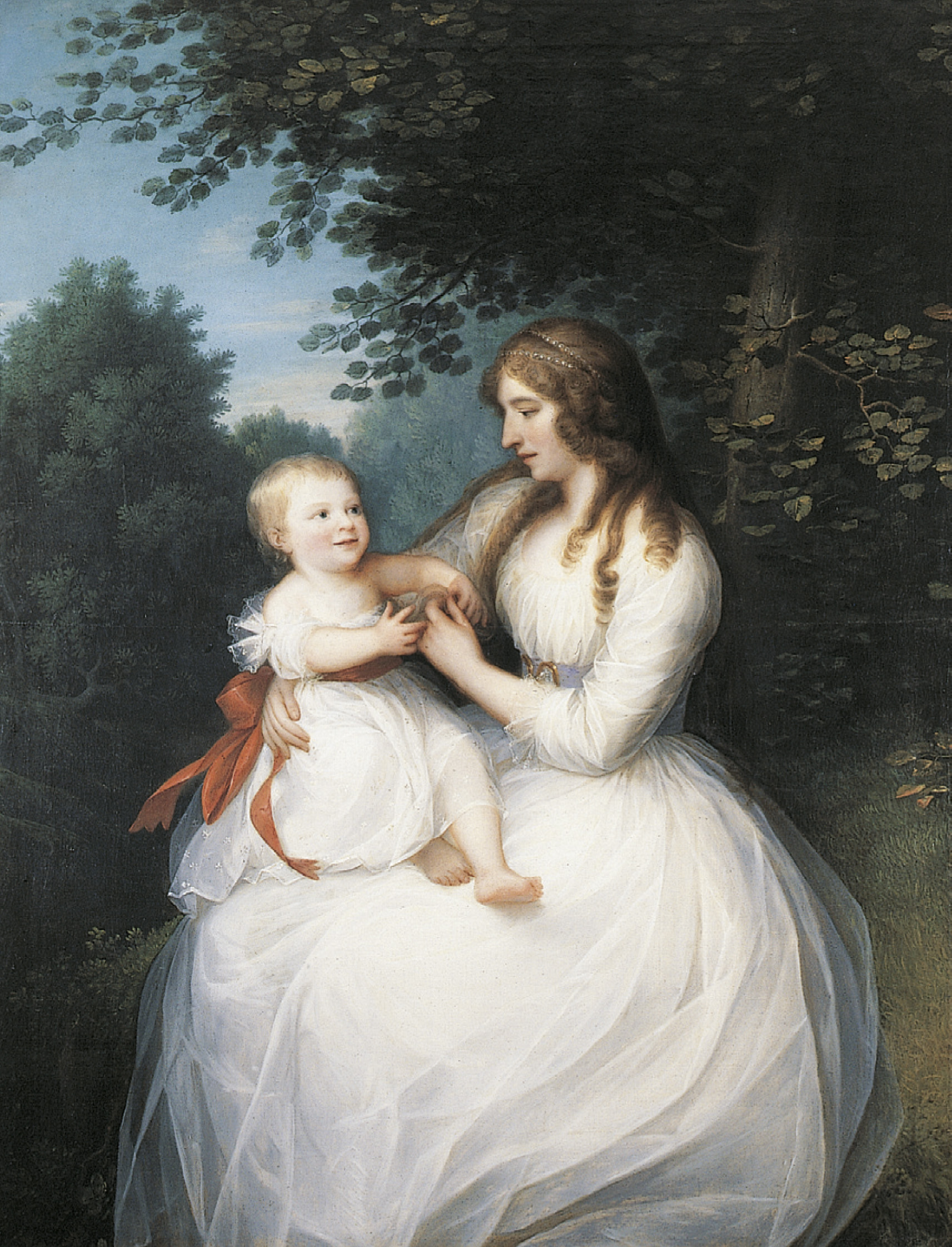
Friederike Brun mit Tochter Charlotte, Gemälde von Erik Pauelsen (1780)
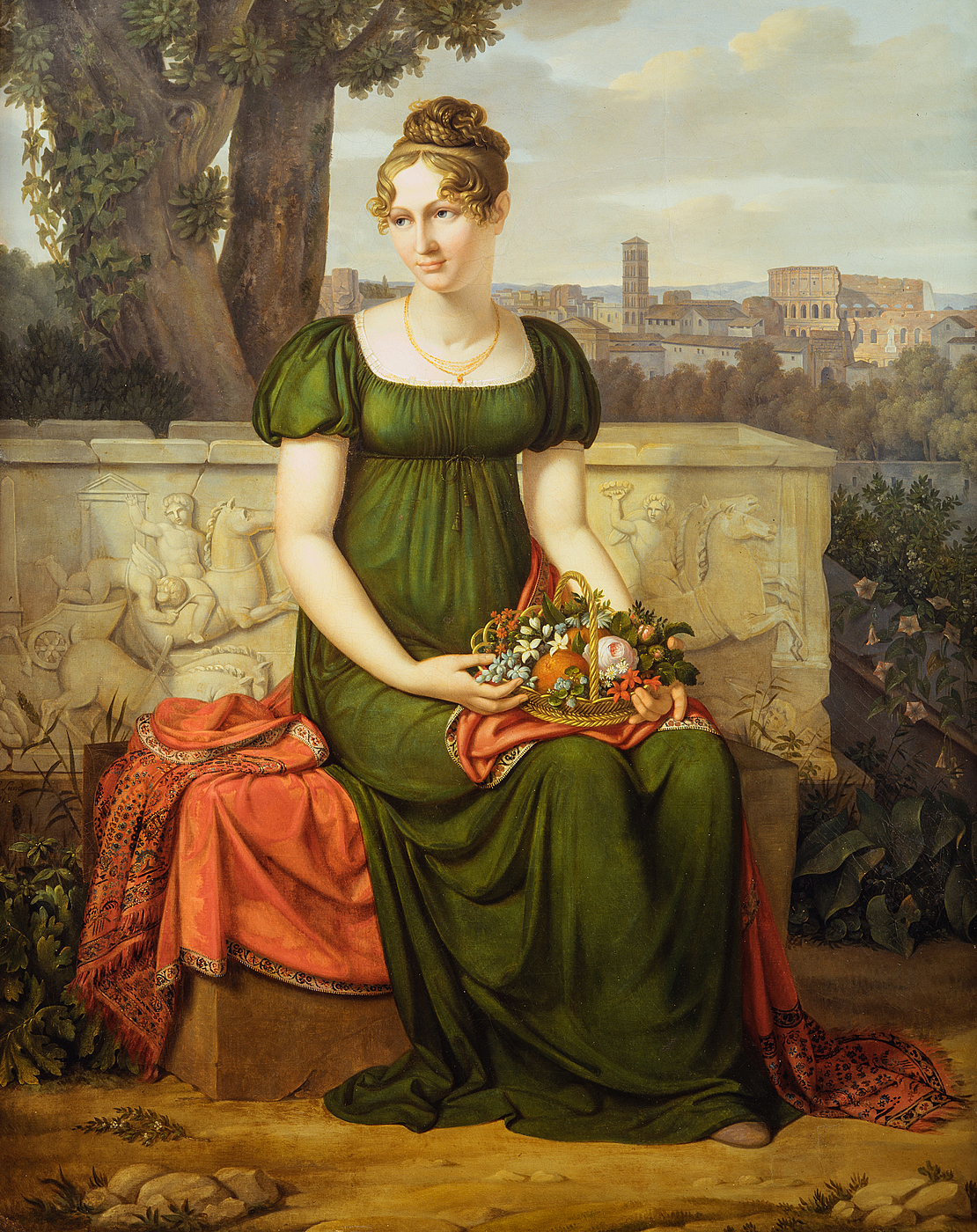
Ida Brun, Gemälde von J. L. Lund

## Auszeichnungen
- Nordsternorden, Ritter
- Dannebrogorden, Großkreuz, 1. August 1829
- Titel Geheimer Konferenzrat, 27. Mai 1831